# Tornado van 23 augustus 1950

Reconstructie van de route vab de tornado over de Veluwe

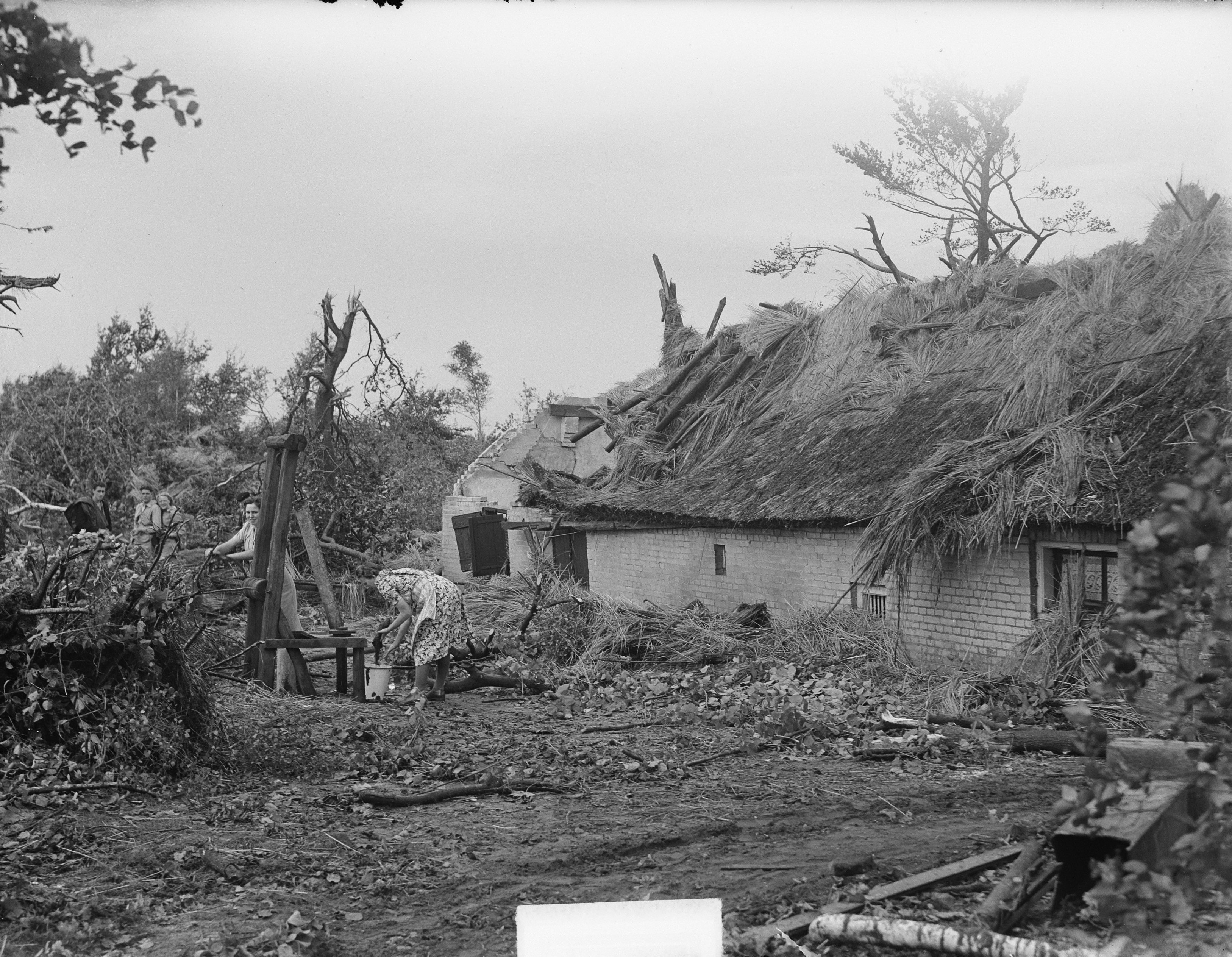
Schade op de Veluwe na de storm

De tornado van 23 augustus 1950 betreft het noodweer dat in Nederland vanaf de vroege avond op 23 augustus 1950 van zuidwest naar noordoost over Gelderland trok, vanaf Wekerom/Harskamp over de Veluwe naar Vaassen.

## Geschiedenis
Tijdens de storm trok een F3-F4 tornado, met een schadespoor van 400 tot 1400 meter breed en een lengte van 46 kilometer, dwars over de Veluwe. De tornado trok over Wekerom/Harskamp, Kootwijk, de spoorlijn Amsterdam - Zutphen en Kroondomein Het Loo, om te eindigen enkele kilometers voor Vaassen ter hoogte van de lijn Tongeren/Wissel bij Epe. Doordat de tornado over dunbevolkt gebied trok bleef het aantal vernielde huizen beperkt. Er viel één zwaargewonde. Een oppervlakte bos van in totaal 460 hectare leed ernstige schade en hoogspanningsmasten waaiden omver.
Koningin Juliana bezocht in gezelschap van de prinsessen Irene en Margriet de slachtoffers in Kootwijk en het kroondomein bij Hoog Soeren dat ook schade had opgelopen. Nadien schonk zij een aanzienlijk bedrag aan de Stichting Nationaal Rampenfonds, ten bate van de getroffen gemeenten.